# Włodzimierz Korzeniowski
Włodzimierz Korzeniowski – polski lekkoatleta, specjalizujący się w biegach średniodystansowych.

## Osiągnięcia
- Mistrzostwa Polski seniorów w lekkoatletyce
  - Chorzów 1937 – srebrny medal w sztafecie 4 × 400 m, brązowy medal w biegu na 800 m
  - Warszawa 1938 – brązowy medal w sztafecie 4 × 400 m
- Halowe mistrzostwa Polski seniorów w lekkoatletyce
  - Przemyśl 1936 – złoty medal w sztafecie 3 × 800 m